# Jane D. Hartley

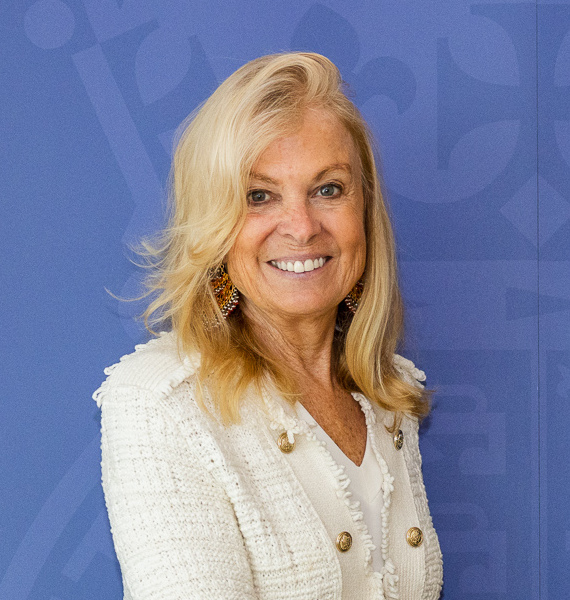
Jane D. Hartley, 2022

Jane D. Hartley (* 18. April 1950) ist eine US-amerikanische Diplomatin, die während ihrer Karriere u. a.  Botschafterin der Vereinigten Staaten in Frankreich und im  Vereinigten Königreich war.

## Leben
Jane D. Hartley machte 1972 einen B. A.-Abschluss am Newton College of the Sacred Heart in Massachusetts. Seit 1974 arbeitete sie für die Organisation der Bürgermeister des Democratic National Committee.  Im Anschluss arbeitete sie für das Bauministerium der Vereinigten Staaten und war für die Beziehungen zum Kongress verantwortlich. Seit 1978 war sie stellvertretende Assistentin im Weißen Haus unter Präsident Jimmy Carter im Office of Public Liaison. 1981 wurde sie Vizepräsidentin von Group W. Cable. Seit 1983 arbeitete sie für Westinghouse Broadcasting. Im Anschluss war sie Vizepräsidentin für Marketing bei MCA Broadcasting und arbeitete ab 1987 für WWOR-TV. Von 1995 bis 2007 war sie Vorstandsvorsitzende der Beratungsfirma G7-Group, im Anschluss daran Vorstandsvorsitzende der Unternehmensberatung Observatory Group. Seit 2011 arbeitete sie für die Regierungsorganisation Corporation for National and Community Service, deren Schwerpunkt auf der Freiwilligenarbeit liegt. Hartley war über zehn Jahre Mitglied im Council on Foreign Relations. Sie gilt als herausragende Spendensammlerin und konnte 2012 über 500.000 US-Dollar für den Wahlkampf von Barack Obama sammeln.
2014 wurde sie vom Präsidenten als Nachfolgerin von Charles Rivkin für den Botschafterposten in Paris nominiert und am 16. September vom US-Senat bestätigt. Sie ist mit dem Investmentbanker Ralph Schlosstein verheiratet, der sie nach Paris begleitete, und hat zwei Kinder.

### Botschafterin im Vereinigten Königreich
Im Juli 2021 wurde berichtet, dass Hartley von Präsident Joe Biden als  U.S. Ambassador to the United Kingdom ausgewählt wurde.
Am 19. Januar 2022 kündigte er ihre Nominierung offiziell an.
Am 27. Mai 2022 wurde sie als Botschafterin vereidigt.
Mit der erneuten Amtseinführung von Donald Trump als US-Präsident endete ihre Amtszeit am 20. Januar 2025.